# Gylfi Sigurðsson
Gylfi Þór Sigurðsson  (Hafnarfjörður, 1989. szeptember 8. –) izlandi labdarúgó, a hazája első osztályában szereplő Valur játékosa.
Az izlandi válogatott tagjaként részt vett a 2016-os Európa-bajnokságon.
2021-ben letartóztatták gyermek elleni szexuális bűncselekmények vádjával, de vádat ellene soha nem emeltek. 2023 áprilisában a manchesteri rendőrség bejelentette, hogy nem folytatják a nyomozást.